# شافی گولدواسر
شافریرا گولدواسر (عبری: שפרירה גולדווסר‎؛ زاده ۱۹۵۸ (۶۶–۶۷ سال)) یک دانشمند در زمینه علوم رایانه اهل ایالات متحده آمریکا است. او پروفسور RSA مهندسی برق و علوم رایانه در MIT، استاد علوم ریاضی در موسسه علوم وایزمن اسرائیل، یکی از بنیانگذاران و دانشمند ارشد فناوری‌های دوگانه و مدیر موسسه سیمونس برای تئوری محاسبات در برکلی، کالیفرنیا است.
وی همچنین برنده جوایزی همچون جایزه تورینگ در سال ۲۰۱۲ و جایزه گریس موری هاپر در سال ۱۹۹۶ شده‌است.

## تحصیلات و اوایل زندگی
گولدواسر در شهر نیویورک متولد شد و مدرک کارشناسی علوم خود را در سال ۱۹۷۹ در رشته ریاضیات و علوم از دانشگاه کارنگی ملون دریافت کرد. برای تحصیلات تکمیلی خود، در سال ۱۹۸۱ مدرک کارشناسی ارشد خود را دریافت کرد و سپس پی اچ دی خود را (۱۹۸۴) در علوم رایانه از دانشگاه کالیفرنیا، برکلی تحت نظارت مانوئل بلوم دریافت کرد.

## جوایز و افتخارات
گولدواسر به همراه سیلویو میکالی به دلیل فعالیت در زمینه رمزنگاری جایزه تورینگ ۲۰۱۲ را دریافت کرد. 
گولدواسر دو بار برنده جایزه گودل در علوم نظری رایانه شده است: اولین بار در سال ۱۹۹۳ (برای "پیچیدگی دانش سیستم‌های اثبات تعاملی")، و بار دیگر در سال ۲۰۰۱ (برای اثبات‌های تعاملی و سختی کلیک‌های تقریبی).